# Kreiz Breizh Elites
Kreiz Breizh Elites ist ein französisches Etappenrennen im Straßenradsport der Männer. Das Rennen findet jährlich im Juli in der französischen Region Bretagne statt.
Kreiz Breizh Elites wurde im Jahr 2000 zum ersten Mal ausgetragen. Von 2000 bis 2006 hieß das Rennen nur Kreiz Breizh und es war nur für Fahrer der U23-Klasse. Seit 2008 ist es Teil der UCI Europe Tour und ist in die UCI-Kategorie 2.2 eingestuft. 
Seit 2018 wird vom selben Veranstalter auch ein Frauenradrennen als Eintagesrennen ausgetragen.

## Palmarès
| Jahr | Sieger                  | Zweiter                 | Dritter                 |
| 2000 | Cédric Hervé            | David Le Lay            | Sébastien Coué          |
| 2001 | Marc Staelen            | Yoni Beauquis           | Lionel Brignoli         |
| 2002 | Alexandre Naulleau      | Pierre Drancourt        | Benny De Schrooder      |
| 2003 | Lloyd Mondory           | Denis Kudaschew         | Jérémy Roy              |
| 2004 | Cyrille Monnerais       | Lionel Faure            | David Lample            |
| 2005 | Matthieu Ladagnous      | Benoît Sinner           | Johan Lindgren          |
| 2006 | Sjoerd Botter           | Romain Lebreton         | Yannick Flochlay        |
| 2007 | Kalle Kriit             | Tanel Kangert           | Rein Taaramäe           |
| 2008 | Blel Kadri              | Martin Pedersen         | Yannick Marie           |
| 2009 | Antoine Dalibard        | Fabien Patanchon        | Janek Tombak            |
| 2010 | Johan Le Bon            | Vincent Ragot           | Jean-Lou Païani         |
| 2011 | Laurent Pichon          | Moreno Hofland          | Thomas Kvist            |
| 2012 | André Steensen          | Yoann Paillot           | Alexis Gougeard         |
| 2013 | Nick van der Lijke      | Vegard Stake Laengen    | Nicolas Vereecken       |
| 2014 | Matteo Busato           | Timo Roosen             | Andreas Hofer           |
| 2015 | August Jensen           | Élie Gesbert            | Stéphane Poulhiès       |
| 2016 | Jeroen Meijers          | Clement Mary            | Jérémy Bescond          |
| 2017 | Jonas Gregaard          | Niklas Eg               | Rasmus Guldhammer       |
| 2018 | Damien Touzé            | Connor Swift            | Lennert Teugels         |
| 2019 | Mathijs Paasschens      | Martijn Budding         | Maxime Cam              |
| 2020 | abgesagt wegen COVID-19 | abgesagt wegen COVID-19 | abgesagt wegen COVID-19 |
| 2021 | Nick van der Lijke      | Mick van Dijke          | Michel Heßmann          |
| 2022 | Lucas Eriksson          | Jeppe Aaskov Pallesen   | Jean-Louis Le Ny        |
| 2023 | Hartthijs De Vries      | Zeb Kyffin              | Florian Dauphin         |
| 2024 | Florian Dauphin         | Baptiste Poulard        | Victor Guernalec        |
| 2025 | Finn Crockett           | Niklas Larsen           | Matyáš Kopecký          |